# Striostilbula quadridigitata
Striostilbula quadridigitata är en stekelart som först beskrevs av Girault 1929.  Striostilbula quadridigitata ingår i släktet Striostilbula och familjen Eucharitidae. Inga underarter finns listade i Catalogue of Life.